# Edward Kawak
Edward Kawak, znany także jako Eduardo Kawak (ur. 28 lutego 1959 w Zahla, zm. 21 maja 2006 w Pekinie) – francuski kulturysta, był pięciokrotnym Mr. Universe. 
Urodził się w Zahla w środkowym Libanie. Po przeprowadzce do Francji, rozpoczął karierę w kulturystyce. W roku 1980 stał się najlepszym zawodnikiem Światowego Stowarzyszenia Kulturystów Amatorów (WABBA). W latach 1982–93 starty w NABBA (pięć razy Mr. Universe). W 1988 roku już w IFBB zajął 16. miejsce na Olympi. W tym samym roku na zawodach Grand Prix Grecji plasował się na 10. miejscu. 26 września 1993 w Newcastle upon Tyne w Anglii zwyciężył w zawodach Mr. Universe. Na Night of Champions w 1996 zajął 13. miejsce. Czynną karierę zawodniczą zakończył na Masters Olympia 1999. 
Zmarł 23 maja 2006 w Pekinie na atak serca w wieku 47. lat. 

## Osiągnięcia w kulturystyce
- 1980: 
  - World Championships - WABB, całkowity zwycięzca
  - World Championships - WABBA, Medium, I miejsce
- 1981:
  - World Championships - WABBA, Professional, I miejsce
- 1982:
  - European Championships - WABBA, Professional, I miejsce
  - Universe - Pro - NABBA, Winner
  - World Championships - WABBA, Professional, II miejsce
- 1983:
  - Universe - Pro - NABBA, całkowity zwycięzca
  - World Championships - WABBA, Professional, II miejsce
- 1984:
  - European Championships - NABBA, Professional, I miejsce
  - Universe - Pro - NABBA, Winner
  - World Championships - WABBA, Professional, II miejsce
- 1985:
  - European Championships - WABBA, Professional, II miejsce
  - Universe - Pro - NABBA, Winner
  - World Championships - WABBA, Professional, III miejsce
- 1986:
  - Los Angeles Pro Championships - IFBB, VIII miejsce
  - Night of Champions - IFBB, VIII miejsce
  - Olympia - IFBB, 13. miejsce
  - World Pro Championships - IFBB, VIII miejsce
- 1987:
  - Grand Prix Francji - IFBB, 8. miejsce
  - Grand Prix Niemiec - IFBB, 8. miejsce
  - Night of Champions - IFBB, poza konkurencją
  - Olympia - IFBB, VIII miejsce
  - World Pro Championships - IFBB, IV miejsce
- 1988:
  - Grand Prix Anglii - IFBB, 17. miejsce
  - Grand Prix Niemiec - IFBB, 11. miejsce
  - Grand Prix Grecji - IFBB, 10. miejsce
  - Grand Prix Hiszpanii - IFBB, 14. miejsce
  - Olympia - IFBB, 16. miejsce
  - World Pro Championships - IFBB, 12. miejsce
- 1989:
  - Universe - Pro - NABBA, II miejsce
  - World Championships - WABBA, Professional, II miejsce
- 1990:
  - World Championships - WABBA, Professional, I miejsce
- 1991:
  - World Championships - NABBA, Professional, III miejsce
- 1992:
  - Universe - Pro - NABBA, II miejsce
- 1993:
  - Universe - Pro - NABBA, całkowity zwycięzca
- 1995:
  - World Championships - WABBA, Professional, II miejsce
- 1996:
  - Night of Champions - IFBB, 13. miejsce
- 1999:
  - Olympia - Masters - IFBB, 13. miejsce